# Товкайло, Владимир Геннадьевич
В украинском искусстве начали происходить удивительные вещи. Есть художник Владимир Товкайло, чистый, хороший, наивный. Живёт в каком-то полумифическом Светловодске, «где иногда пристают большие белые корабли, идущие из Киева в Одессу». … в старой иконе самое главное — вот это почти нематериальное сияние, горний свет, пронизывающий всё. Сейчас ушлые физики своими сверхчуткими датчиками научились регистрировать «ауру». Товкайло без всяких датчиков всегда её чувствовал и вся его живопись буквально пронизана тонкими энергетическими потоками. Светлыми и добрыми, успокаивающими и разглаживающими.
Владимир Генна́дьевич Товка́йло (род. 4 декабря 1966, Кривой Рог, Днепропетровская область) — советский и украинский художник.

## Биография
Родился 4 декабря 1966 года в городе Кривой Рог Днепропетровской области.
В 1971 году семья переехала в город Светловодск. На будущий выбор профессии повлиял старший брат, художник Товкайло Виктор Геннадиевич. В 1978 году в Светловодске открылась первая детская художественная школа и Владимир был одним из первых её учеников.
В 1982 году поступил в Днепропетровское государственное художественное училище имени Е. Вучетича (Днепропетровский государственный театрально-художественный колледж), факультет живописи (преподаватели по специальности А. И. Онищенко, В. Афанасьев). Там же познакомился с Олегом Голосием, Анатолием Варваровым, Русланом Кутняком, Сергеем Корниевским, Эдуардом Потапенко, Владимиром Падуном.
После окончания училища в 1986 году был призван на службу в Военно-морской флот СССР. Вся служба вплоть до 1989 года прошла в Подмосковье. В этот период в Москве проходили выставки художников мировой величины, Владимир посещал выставки Климта, Шагала, Пикассо, Модельяни, Ренуара, Матиса, Сезана, Моне, Мане, Кандинского, Руфина Атамаева, Филонова и т. д. Увиденное и прочувствованное формирует его дальнейшие взгляды на творчество. После службы, с 1990 по 1997 год, преподаёт в Светловодской детской художественной школе и в художественной студии в Центре детского и юношеского творчества. С 1990 года принимает участие в республиканских и региональных выставках. С 1994 года — член Национального союза художников Украины. В 2006 году подписывает контракт с одесским арт-продюсером Андреем Левченко, их сотрудничество завершилось в 2009 году.
Лауреат областной премии в области изобразительного искусства и искусствоведения имени Александра Осмеркина в номинации «новейшие направления» (2014). В 2010—2020 годах сотрудничал с киевским бизнесменом Игорем Щукиным, который в 2013 году продюсировал съёмку компанией The GlobalTouch Group Inc фильма TOVKAILO connecting centuries о жизни и творчестве Владимира Товкайло.
С 1971 по 2021 год живёт и работает в городе Светловодск. 

## Творческая деятельность
Работы художника находятся в коллекции Министерства культуры Украины, в частных коллекциях в Украине, России, Германии, Швейцарии, Канаде, США, Испании, Австрии, Израиле и т. д.

### Выставки
- 1994 — Групповая выставка, музей Т. Г. Шевченко, Киев.
- 1995 — Выставка в галерее «Плеяда», Киев.
- 1996 — Участие в выставке украинского искусства в Испании.
- 1996 — Выставка в Детской академии Искусств, Киев.
- 1997 — Выставка в Детской академии Искусств, Киев.
- 1998 — Выставка в Представительстве ООН, Киев.
- 1999 — Выставка во Дворце искусств «Украинский дом», Киев.
- 1999 — Выставка в галерее «Грифон», Киев.
- 2012 — Выставка «В полный рост», Киевский музей русского искусства, Киев[6].
- 2014 — Выставка «ТОП-10», центр современного искусства «Совиарт[укр.]», Киев[7].
- 2015 — Выставка «Обновление», помещение офиса Астерс[укр.], Киев[8].
- 2018 — Выставка «У краю синіх собак», в галерее «Наше місто», Светловодск[9].
- 2018 — Выставка «Холст Масло», в Лакшери-Галерее «Сады Победы», Одесса[10].
- 2020 — Групповая выставка «Велюровий кіт», Художественно-мемориальный музей им. А.Осмеркина, Кропивницкий[11].